# Slow Riot for New Zerø Kanada
Albums de Godspeed You Black Emperor!
Lost in the House
(1998) Lift Your Skinny Fists Like Antennas to Heaven
(2000)
Slow Riot for New Zerø Kanada est un EP du groupe de post-rock canadien Godspeed You! Black Emperor, sorti en 1999 par le label Constellation Records.

## Contexte
Le recto de la pochette de l'album contient un message en hébreu : « Tohu va bohu ». Cette phrase est utilisée dans la Genèse 1:1-2 et signifie approximativement « sans forme et vide ». Elle se réfère à l'état de l'univers avant qu'on ne lui donne une forme et de l'ordre. Les points et tirets au-dessus des lettres sont des tropes ou des nikkudot. Ils dictent le ton et l'intonation à adopter  et sont trouvables dans la Torah ainsi que dans la Tanakh (Bible hébraïque). Le verso de la pochette contient un schéma avec des instructions en italien pour faire un cocktail Molotov.
Le morceau Blaise Bailey Finnegan III, ou BBF3, se réfère à une interview de Blaise Bailey Finnegan III dont les radotages excentriques forment le cœur de la chanson. Finnegan récite un poème qu'il prétend avoir écrit. Le poème est en fait composé en grande partie de paroles de la chansonVirus du groupe Iron Maiden qui a été écrite par le chanteur de l'époque du groupe, Blaze Bayley. Les membres de Godspeed You! Black Emperor n'étaient apparemment pas au courant de cela après la sortie de l'EP. Blaise Bailey Finnegan III est apparemment également la même personne interviewée au début de Providence sur l'album f♯ A♯ ∞.
L'avant-dernière partie de BBF3 (le dernier mouvement avant le premier fadeout) ressemble fortement à Steve Reich (nommé ainsi en référence au compositeur minimaliste), le mouvement clôturant le titre Hung Over As the Queen in Maida Vale diffusé comme une session de radio live au John Peel's Radio Show. Les deux autres mouvements de Hung Over As the Queen in Maida Vale apparaîtront plus tard sur Lift Your Skinny Fists Like Antennas to Heaven, dans les mouvements Monheim et Chart #3.
Sur la version vinyle, contrairement aux disques 33 tours classiques, chaque face doit être jouée à une vitesse différente (45 tours par minute pour Moya, 33 tours par minute pour BBF3). 

## Liste des titres
| 1.    | Moya                       | 10:51 |
| 2.    | Blaise Bailey Finnegan III | 17:45 |
| 28:36 |                            |       |